# Belisario (David)
Belisario pidiendo limosna es un cuadro del pintor neoclásico francés Jacques-Louis David. Cuando el pintor regresó de Italia expuso esta obra en el Salón de 1781. Se trata de un óleo sobre lienzo de gran formato (312 × 288 cm) que se inscribe dentro de la pintura de Historia, un género revitalizado tras la muerte de Luis XIV.

## Tema y descripción
La obra muestra a Belisario, héroe del Imperio bizantino, el comandante en jefe que, bajo las órdenes de Justiniano I, derrotó a los vándalos en África del Norte. Posteriormente, una leyenda diría que el emperador lo hizo cegar. El Belisario de David muestra al héroe caído, viejo y ciego, mendigando en la calle en compañía de un niño pequeño cuando uno de sus antiguos soldados, con gran asombro, lo reconoce. Este tema ya fue utilizado por Pierre Peyron. Al contrario que su precedente, pocos personajes están presentes aquí, por lo que la escena depende de la historia para el efecto dramático. Es por ello que la obra tendría gran éxito. 
El tema de la piedad es omnipresente en la obra, toca a los tres personajes considerados más «débiles»: la mujer, el niño y el viejo que encarna la imagen de la Misericordia. Las manos de los tres personajes, tendidas horizontalmente conducen a esta idea de debilidad, de necesidad de ayuda y caridad. Mientras que el soldado, en segundo plano, tiene las manos levantadas verticalmente, lo que señala su asombro. Las tres edades representadas difunden una idea de la gloria humana y del naufragio de la vejez.
El decorado es «antiguo», la arquitectura sobria, austera y abrumadora de un belvedere se levanta detrás de la dureza de la condición. Ello muestra la voluntad del artista de asociar con el estilo griego sus temas heroicos en el contexto de las preocupaciones estéticas del artista en la época. En efecto, es a través del tema de las virtudes cogido de la antigüedad que el «verdadero estilo», más tarde llamado «neoclásico», se difundió en el arte, rechazando así las frivolidades de la corte real de Luis XVI. Sin embargo, en la misma composición de la obra de David, el fondo del cuadro, que yuxtapone varios planos a la manera rococó, no clasifica completamente esta obra como neoclásica. Sin embargo, la perspectiva neoclásica se encuentra sobre todo en las ideas que transmite: un futuro revolucionario ofrece una meditación sobre el heroísmo moral en la adversidad.
- Datos: Q2698149
- Multimedia: Belisarius Begging for Alms (Jacques-Louis David) / Q2698149